# Frühlings-Kuhschelle
Die Frühlings-Kuhschelle (Pulsatilla vernalis), auch Frühlings-Küchenschelle oder Frühlings-Anemone genannt, ist eine Pflanzenart aus der Gattung der Kuhschellen (Pulsatilla) innerhalb der Familie der Hahnenfußgewächse (Ranunculaceae).

## Beschreibung

### Vegetative Merkmale

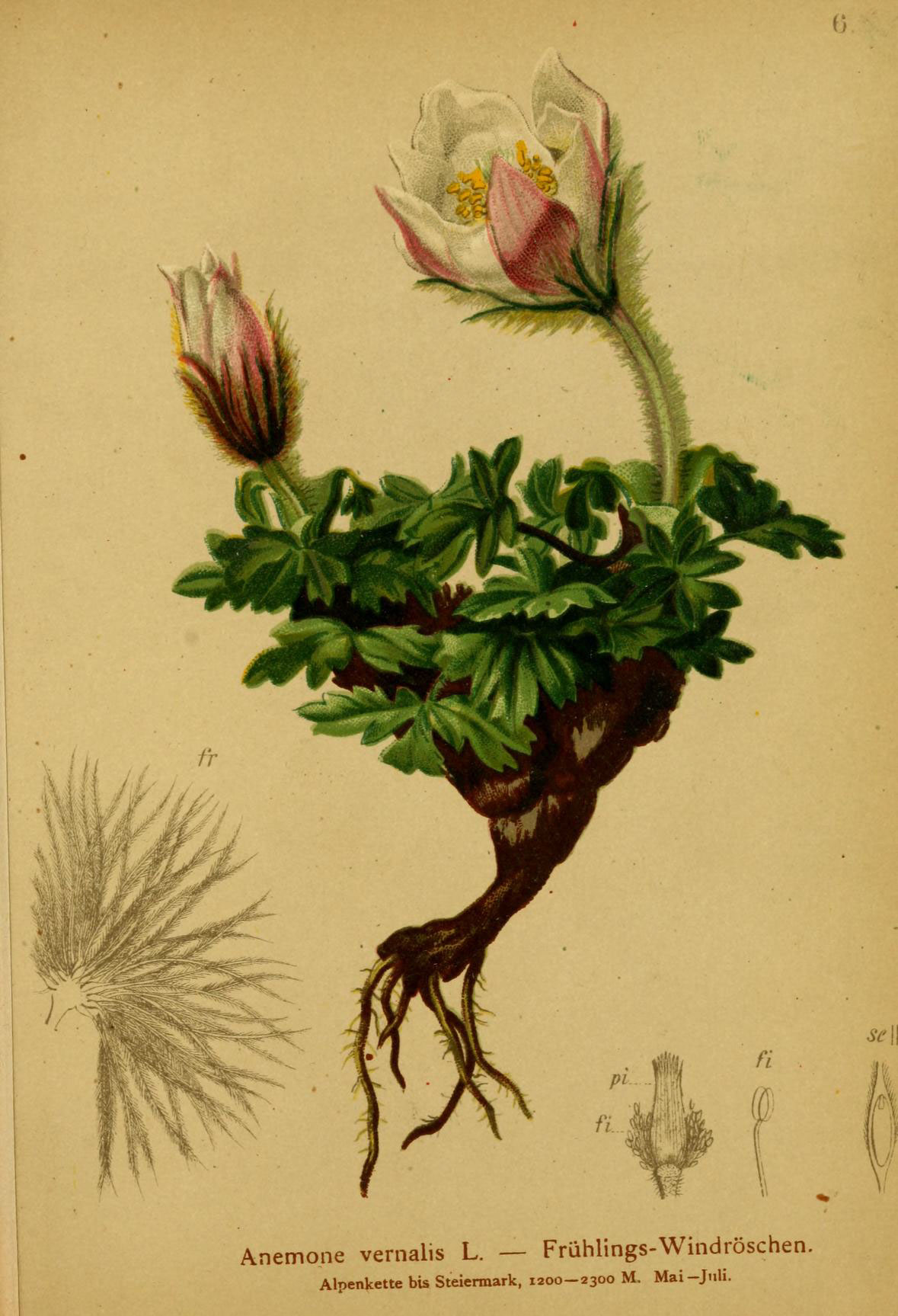
Illustration aus K. W. v. Dalla Torre: Atlas der Alpenflora, Verlag des Deutschen und Oesterreichischen Alpenvereins, Wien 1882

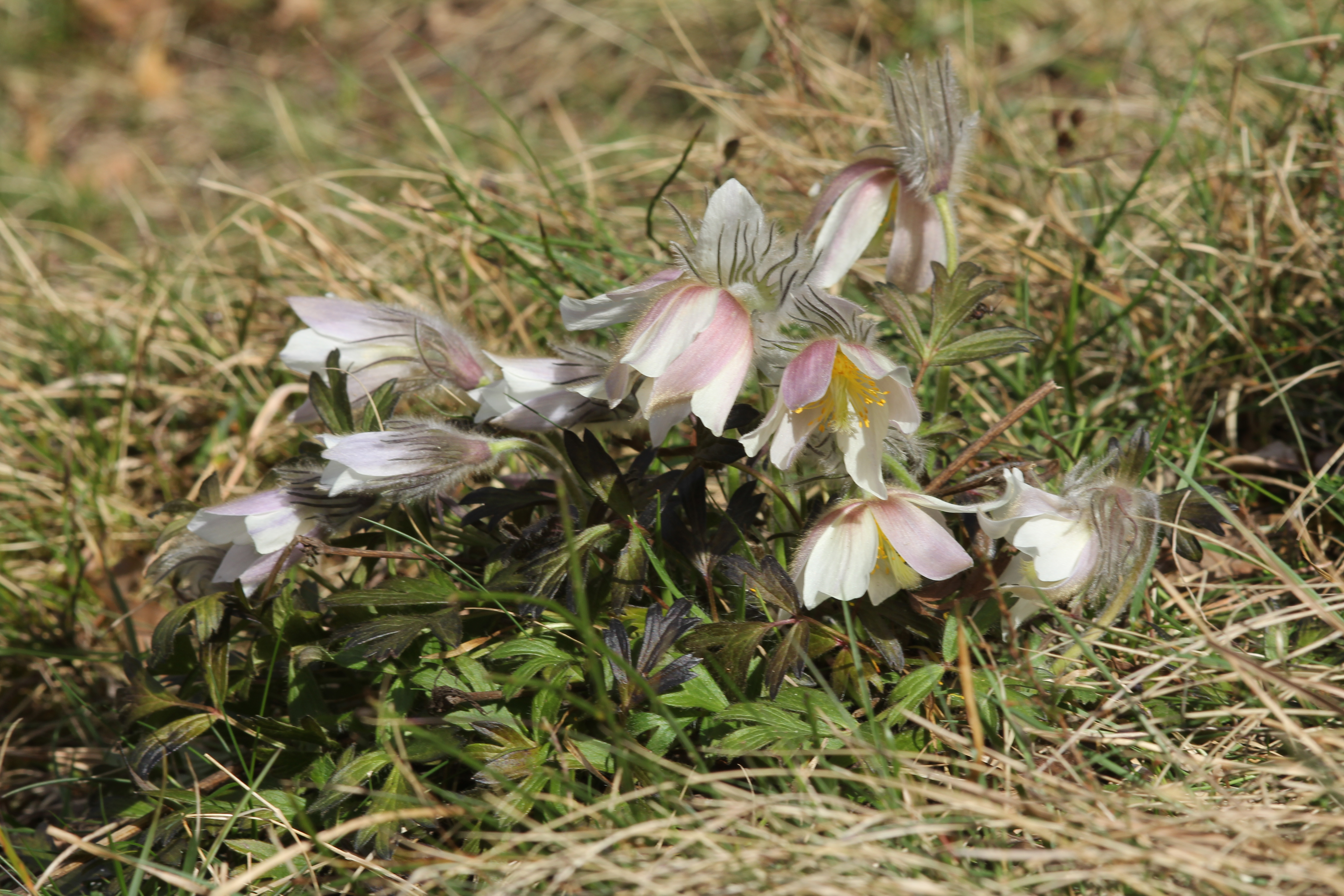
Habitus mit Laubblättern und Blüten im Habitat

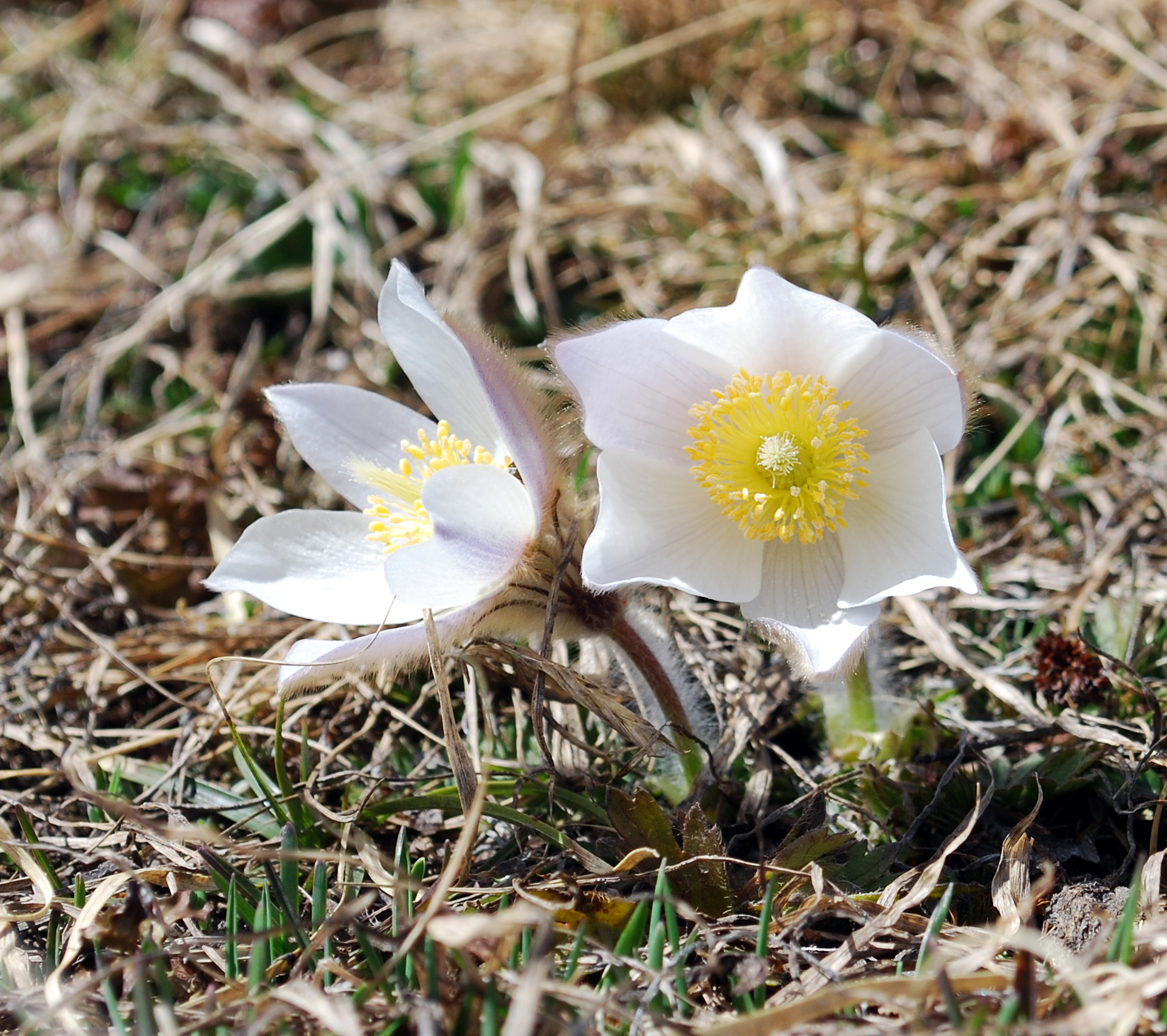
Habitus und Blüten mit vielen Staubblättern im Habitat

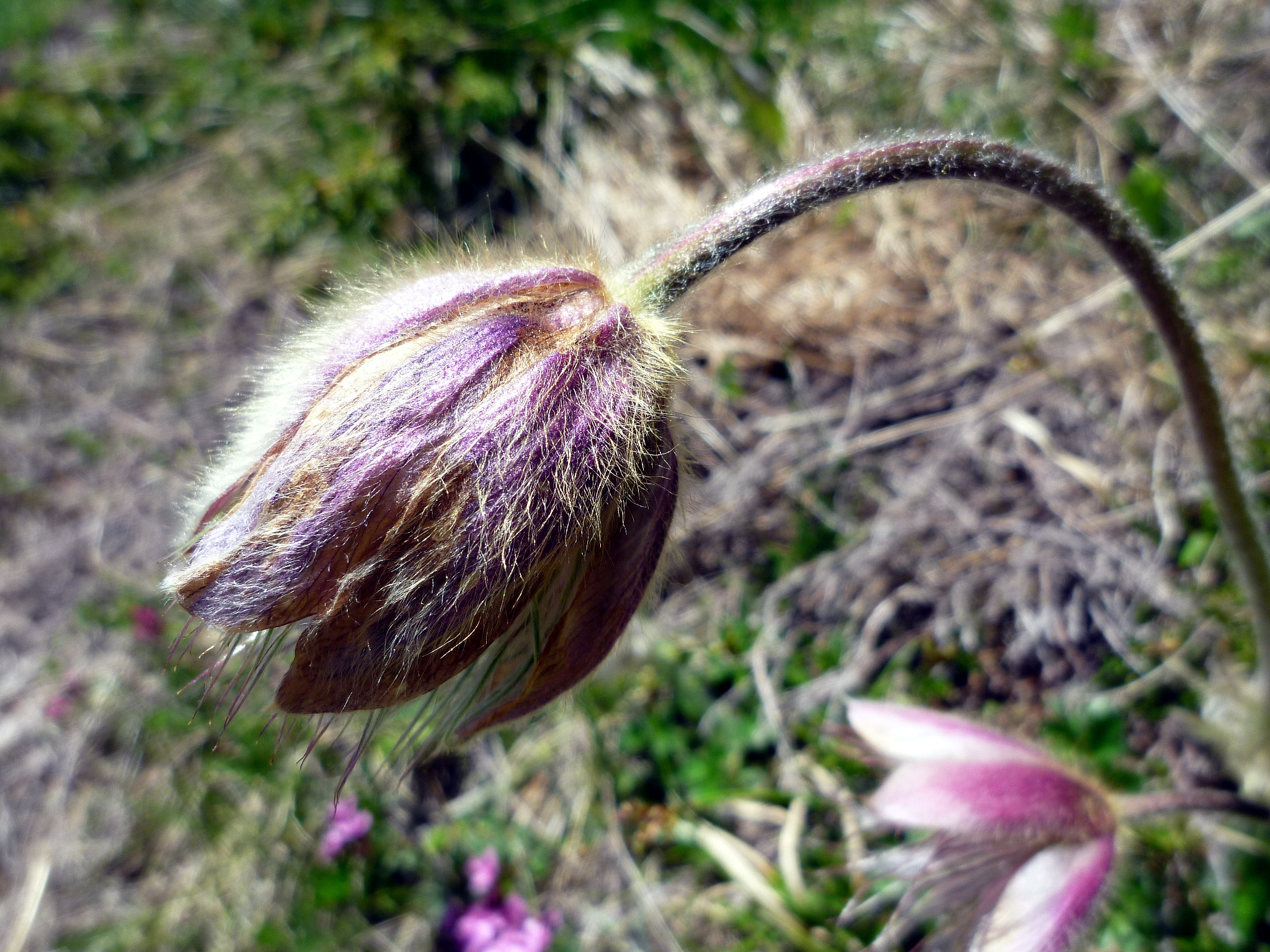
Behaarung (Indument) der Blüte am Beginn der Anthese

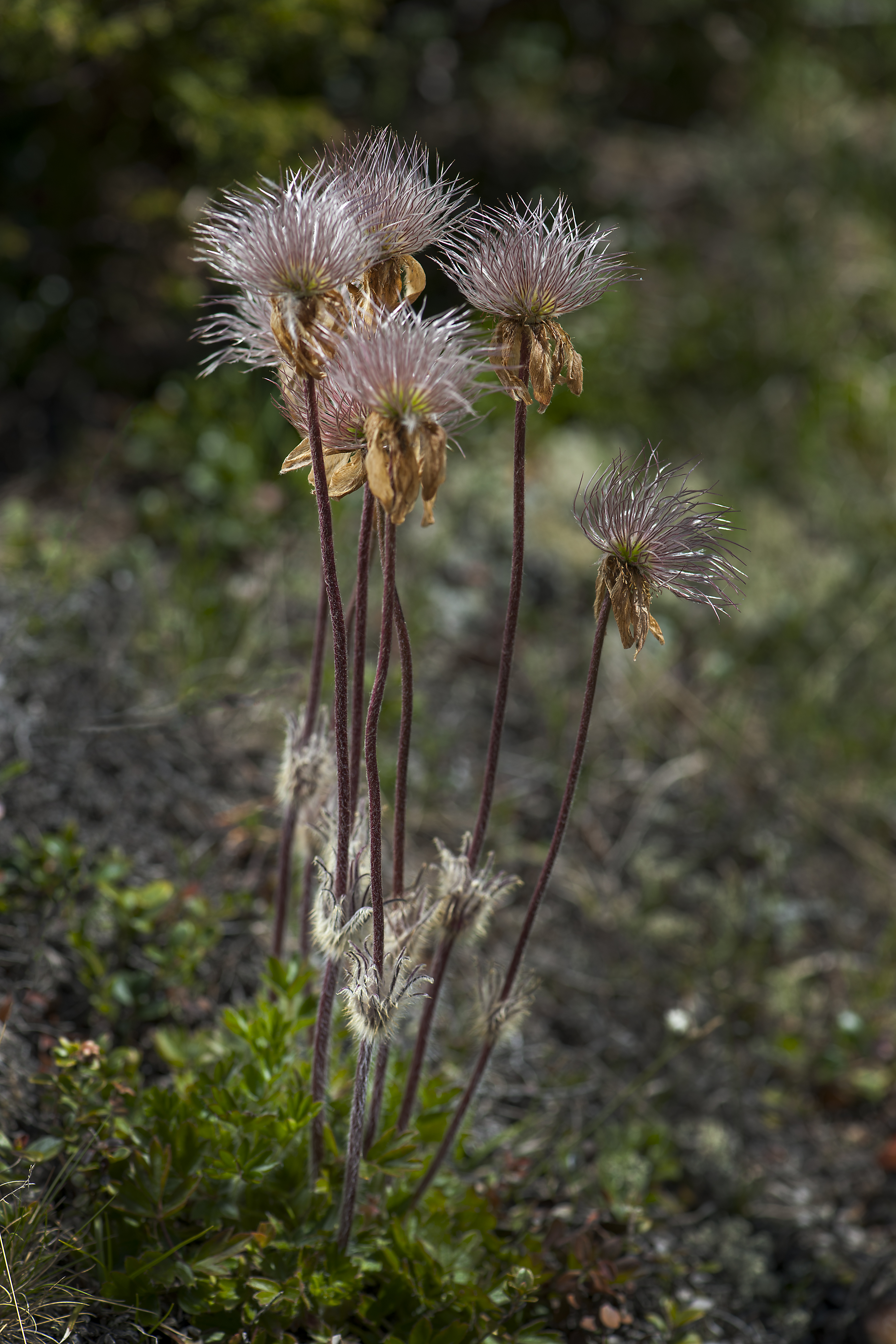
Habitus mit verlängerten Stielen unter dem Fruchtstand im Habitat

Die Frühlings-Kuhschelle ist eine ausdauernde krautige Pflanze, die Wuchshöhen von 5 bis 15 Zentimetern erreicht, fruchtend jedoch 10 bis 23, selten bis zu 35 Zentimetern. Das absteigend wachsende Rhizom ist sehr kräftig, dunkelbraun und kopfig. Die oberirdischen Pflanzenteile sind behaart. Dieser zottige Haarpelz, der die Pflanze vor den Extremen des Bergfrühlings schützt, führte bei dieser Art auch zu den Trivialnamen Wolfs-Blueme (Schweiz), Ganslan (Kärnten) und Pelz-Anemone. Der Stängel ist meist aufsteigend bis aufrecht oder etwas überhängend.
Die Laubblätter sind auch im Winter vorhanden, erscheinen jedoch erst nach der Blütezeit. Die grundständigen Laubblätter sind in kurzen Blattstiel und Blattspreite gegliedert. Die hellgrüne, ledrige, schwach behaarte bis fast kahle Blattspreite ist einfach (oder selten zweifach) fiederspaltig, mit drei oder fünf Blattsegmenten. Die Blattsegmente sind verkehrt-eiförmig mit keilförmiger Basis und sie sind zwei- oder dreispaltig.

### Generative Merkmale
Die Blütezeit reicht je nach Standort von April bis Juli. Die zottig behaarte Hochblatthülle ist bronzegolden seidig behaart, ihre Blätter sind scheidig verwachsen und die vielen Blattsegmente sind schmal-linealisch. Auf einem kurzen, zottig behaarten Blütenstiel befinden sind die zuerst aufrechten, später nickenden Blüten einzeln je Stängel.
Die zwittrigen Blüten haben einen Durchmesser von 4 bis 6 Zentimetern Aussehen und. Die sechs Blütenhüllblätter neigen sich anfangs glockenartig zusammen und sind später etwas ausgebreitet und die Krone erscheint dann schüsselförmig. Die innen gelblich-weißen, außen rosafarbenen und violett bis blau überlaufenen Blütenhüllblätter sind außen dicht bronzegolden fein behaart. Die Blütenhüllblätter sind bei einer Länge von 15 bis 32 Millimetern schmal-eiförmig mit zugespitztem oberen Ende. Die Blütenhüllblätter sind bei Fruchtreife teilweise noch erhalten. Die viele Staubblätter sind grün-gelb. An Staminodien erfolgt meist Sekretion von Nektar. Es sind viele freie Fruchtblätter vorhanden.
Die Stiele verlängern sich bis zur Fruchtreife. In einem kugeligen Fruchtstand stehen viele, relativ kleine Nüsschen („Achänen“) zusammen. Die länglichen Früchte sind zottig mit gelblichen 3 bis 5 Millimeter langen Trichomen behaart. Die Griffel verlängern sich bis zur Fruchtreife federartig und sind dann 3 bis 4 Zentimeter lang.

### Chromosomensatz
Die Chromosomengrundzahl beträgt x = 8, es liegt Diploidie vor mit einer Chromosomenzahl von 2n = 16.

## Ökologie
Bei der Frühlings-Kuhschelle handelt es sich um einen skleromorphen bis mesomorphen, plurienn-pollakanthen Hemikryptophyten.
Blütenökologisch handelt es sich um Blumen mit völlig verborgenem Nektar und klebrigem Pollen. Typische Bestäuber sind Bienen, Hummeln, Wespen, Wollschweber (Bombyliidae) und Syrphiden. Es tritt auch Selbstbestäubung auf.

## Vorkommen
Es gibt Fundortangaben für das Festland Spaniens, Andorra, das Festland Frankreichs, das Festland Italiens, die Schweiz, Liechtenstein, Österreich, Deutschland, Dänemark, Norwegen, Schweden, Finnland, den nordwestlichen europäischen Teil Russlands, Polen, Tschechien, Slowenien, Serbien, Slowakei, das ehemalige Jugoslawien, Montenegro, Bulgarien, Albanien und Mazedonien.
Das sehr lückenhafte Verbreitungsgebiet der Frühlings-Kuhschelle erstreckt sich von der Nordküste des Finnischen Meerbusens bis zu den Pyrenäen. Auf der Balkanhalbinsel ist sie in den Dinariden nur im Prokletije sowie auf dem Komovi, sowie südlich davon noch in der Šar Planina sowie der Jablanica anzutreffen. Im Norden kommt die Frühlings-Kuhschelle vorwiegend im Tiefland vor, im Süden ist sie auf Gebirgslagen beschränkt. In den Alpen und anderen Gebirgen (Pyrenäen, Karpaten, Sudeten, Balkangebirge, Skandinavische Gebirgskette) Europas erreicht die Frühlings-Kuhschelle Höhenlagen von 3600 Metern. Sie gedeiht in der Schweiz auf Weiden und Zwergstrauchheiden in selten montanen oder meist subalpinen bis alpinen Höhenstufen. Die Verbreitung ist insgesamt sehr lückenhaft und insbesondere im Tiefland ist die Frühlings-Kuhschelle in weiten Landstrichen ausgestorben. Extrazonal tritt die Frühlings-Kuhschelle in Gebirgssenken auf, in denen sich Kaltluft sammelt und auch tagsüber als Kaltluftsee durch Inversionslage erhalten bleibt, sodass hier ein kühleres Mikroklima herrscht als sonst zu erwarten wäre. Solche Kaltluftsee-Vorkommen werden beispielsweise aus den Julischen Alpen in Slowenien beschrieben, in denen die kälteliebende (psychrophile) Art Frühlings-Kuhschelle mit dem Glazialrelikt der Silberwurz vergesellschaftet ist.
Die bevorzugten Standorte der Frühlings-Kuhschelle sind Kiefernwälder (in tieferen Lagen) und Silikat-Magerrasen. Sie gedeiht am besten auf sauren und stickstoffarmen Böden mit mittlerer bis guter Basenversorgung. Sie ist sehr lichtbedürftig. In den Alpen ist sie eine Charakterart der Klasse Krummseggenrasen (Juncetea trifidi). In tieferen Höhenlagen ist eine Charakterart der Assoziation Pyrolo-Pinetum.
Die ökologischen Zeigerwerte nach Landolt & al. 2010 sind in der Schweiz: Feuchtezahl F = 2+ (frisch), Lichtzahl L = 4 (hell), Reaktionszahl R = 2 (sauer), Temperaturzahl T = 2 (subalpin), Nährstoffzahl N = 2 (nährstoffarm), Kontinentalitätszahl K = 4 (subkontinental).

## Gefährdung und Schutz
In der Roten Liste der gefährdeten Arten der IUCN wurde Pulsatilla vernalis 2014 als „Least Concern“ = „nicht gefährdet“ bewertet. Diese Gesamtbewertung erfolgte auf Grund der insgesamt weiten Verbreitung dieser Art, obwohl sie in einzelnen Gebieten mehr oder weniger stark gefährdet und teilweise vom aussterben bedroht ist. Einige Populationen in Mitteleuropa sind ausgestorben. In Schweden, Dänemark und Polen nehmen die Bestände ab.
Mit Ausnahme weniger kleiner Restbestände in Bayern sind alle Vorkommen außerhalb der Alpen in Deutschland verschwunden. Deshalb gehört die Frühlings-Kuhschelle in der Roten Liste der Farn- und Blütenpflanzen von 1996 in Deutschland zur Kategorie 1: vom Aussterben bedroht. Sie ist seit 1980 nach Bundesnaturschutzgesetz (BNatSchG) „streng und besonders geschützt“.
In Österreich ist die Frühlings-Kuhschelle im Gebiet der Zentralen Ostalpen häufig, sonst selten. Sie fehlt im Burgenland, Wien und Oberösterreich, in Niederösterreich ist diese Art ausgestorben. Vermutlich ist sie auch im Gebiet der Böhmischen Masse ausgestorben.
In der Rote Liste der gefährdeten und seltenen Gefässpflanzen des Fürstentums Liechtenstein 2006 wird die Frühlings-Kuhschelle als EN = „endangered“ = „stark gefährdet“ bewertet.
In der Schweiz gilt Pulsatilla vernalis in der Roten Liste 2016 der Gefässpflanzen der Schweiz als „Least Concern“ = „nicht gefährdet“.
Auch in anderen Ländern, beispielsweise Bulgarien, Tschechien, Dänemark, Polen steht Pulsatilla vernalis in den Roten Listen der gefährdeten Arten.

## Systematik
Die Erstveröffentlichung dieser Art erfolgte 1753 unter dem Namen Anemone vernalis durch Carl von Linné in Species Plantarum, 1, Seite 538. Die Neukombination zu Pulsatilla vernalis erfolgte 1768 durch Philip Miller in Gardeners Dictionary. 8. Auflage. Nummer 3. Das Artepitheton vernalis bedeutet „Frühling“ und bezieht sich auf die frühe Blütezeit. Weitere Synonyme für Pulsatilla vernalis Mill. sind: Anemone sulphurea L., Pulsatilla vernalis var. alpestris Aichele & Schwegler, Pulsatilla vernalis var. bidgostiana Zapal. Es gibt keine Subtaxa mehr.
In der Schweiz kommt die Hybride Bozen-Anemone Pulsatilla ×bolzanensis Murr vor. Sie ist wohl entstanden als Pulsatilla montana x Pulsatilla vernalis und kommt lokal im Wallis vor. Die Chromosomenzahl ist 2n = 16.

## Trivialnamen
Für die Frühlings-Kuhschelle sind oder waren, zum Teil nur regional, auch die Bezeichnungen Blutströpfli (Appenzell), Brüntströpfli (Appenzell), wilder Krokus (Pommern), Schlaapblaum (Pommern), wilde Tulpe, Waldtulpe (Schlesien) und Wolfsblume (Graubünden) gebräuchlich.

## Giftigkeit
Die Frühlings-Kuhschelle ist wie alle Hahnenfußgewächse giftig.

## Nutzung
Pflanzenteile von Pulsatilla vernalis wurden früher in der Volksmedizin verwendet.